# Olga Bondarenko
Olga Bondarenko (Slavgorod, 2 de junho de 1960) é uma ex-atleta soviética, especialista em corridas de fundo.

## Biografia
Treinada na associação esportiva das Forças Armadas da União Soviética, em Stalingrado, uma das maiores e tradicionais associações atléticas do extinto país, Olga participou dos 10000 metros dos Jogos Olímpicos de Seul, em 1988, e conquistou a medalha de ouro na prova, em 31m05s, estabelecendo a primeira marca olímpica feminina para essa distância.